# Martin Svendsen
Martin Loddengaard Svendsen (28 agosto 1989) è un giocatore di calcio a 5 e calciatore norvegese, pivot del Grorud e centrocampista dell'Oppsal.

## Carriera
Svendsen è attivo sia nel calcio che nel calcio a 5. Per quanto concerne quest'ultima attività, è in forza al Grorud, con cui ha vinto il campionato 2014-2015 e la Futsal Cup 2013-2014. Il 13 gennaio 2017 è stato convocato dal commissario tecnico Sergio Gargelli in vista delle sfide contro Kosovo, Danimarca e Cipro da disputarsi tra il 30 gennaio ed il 2 febbraio successivi. Il 30 gennaio ha così giocato la prima partita, contro la selezione kosovara. Nel calcio, dopo aver giocato nelle giovanili dello Skeid, Svendsen è stato in forza all'Årvoll. Successivamente ha militato nelle file dell'Hasle-Løren, prima di accordarsi con l'Oppsal.